# 韓延寿
韓 延寿（かん えんじゅ、? - 紀元前57年）は、前漢の人。字は長公。燕の人だが杜陵に移住した。

## 略歴
韓延寿は若くして郡の文学となった。父の韓義は燕王劉旦に仕え、反乱を企む王を諌めて殺された。その後、郡の賢良や文学を徴して政治について意見を求めた際、文学の魏相が父の功績に報いるため韓延寿に恩賞を与えるよう勧めた。そこで権力を握る霍光は韓延寿を諫大夫とした。後に淮陽太守に遷り、治績が有名となって潁川太守となった。
潁川郡は豪族が多く治めにくかったので、常に優秀な二千石を配置していた。かつて太守となった趙広漢以来、密告が横行して民の間には怨恨が多かった。韓延寿はその風俗を改めるため、長老や有力者を召し出して宴会を開き、苦しんでいることを聞くと共に和睦を勧め、民に礼譲を教えた。韓延寿は数年で異動したが、後任の黄覇は韓延寿の成果のお陰で良く治めることができた。
韓延寿は東郡太守に遷り、礼儀を尊び民を教化して3年で法令は遵守され獄事は大いに減少した。神爵3年（紀元前59年）に左馮翊となった。ここでもよく治めたが、五鳳元年（紀元前57年）、当時の御史大夫蕭望之が、韓延寿が東郡太守当時に官の銭を無断使用していたことを知った。蕭望之はこのことを取り調べようとしたが、逆に韓延寿は蕭望之がかつて左馮翊であったので、左馮翊時代の蕭望之の無断使用を取り調べた。そこで韓延寿は蕭望之を弾劾したが、宣帝は韓延寿が誠実ではないと思い、厳しく両者を取り調べた。その結果蕭望之の事件の事実は無く、一方韓延寿は東郡太守時代に許されていない衣服や馬車を用いるなどの僭上の行いや公私混同があったことが発覚した。そこで蕭望之は韓延寿を弾劾し、処刑と決まった。処刑される時、韓延寿を慕う民や吏が数千人集まって見送り、酒を薦める者が絶えなかった。断るに忍びなく、酒を1石あまりも飲んだという。
韓延寿の子3人も吏となっていたが、父は死ぬ際に吏になってはいけないと遺言したため、子供たちは仕事をやめた。孫の韓威の時にまた吏となり将軍に至った。韓威は人をひきつけ死力を尽くさせる能力があったが、韓延寿のように僭上により誅された。